# Малыш (издательство)
Издательство «Малы́ш» — советское и российское издательство, созданное в 1963 году из издательства «Детский мир».

## История
Издательство «Малыш» Государственного Комитета Совета Министров РСФСР по печати было создано постановлением Бюро ЦК КПСС по РСФСР и Совета министров РСФСР от 16 октября 1963 года в Москве из издательства «Детский мир», основанного по распоряжению Совета Министров РСФСР от 24 мая 1957 года на базе бывшего издательства Министерства местной промышленности «Росгизместпром».
Выпускало книги для дошкольников и младших школьников, книжки-игрушки, книжки-раскладушки (книжки-ширмы), книжки с пластинкой, альбомы самоделок и альбомы для раскрашивания, настольные печатные игры и кубики. Для октябрят ежегодно издавался календарь «Звёздочка», а также книжные серии «Пионеры-герои», «Дедушкины медали» и другие.
В конце 1950-х — начале 1960-х годов главным редактором издательства был Юрий Павлович Тимофеев. По свидетельству современников он был обаятельным, умным и влюблённым в поэзию человеком. Под его руководством вышли первые книжки молодых поэтов и прозаиков Эммы Мошковской, Ирины Токмаковой, Генриха Сапгира, Софьи Прокофьевой, Игоря Холина, Геннадия Цыферова. Под редакцией Юрия Тимофеева был впервые издан перевод «Винни-Пуха» Бориса Заходера, с иллюстрациями Алисы Порет.
Эмма Мошковская вспоминала:

Пристальный интерес был у редакции ко всем новичкам. Просто золотое время... Книжки рождались у всех на глазах... Но недолго пловца поддерживают руки тренера. Из этого «Детского мира» выплывали мы в большой, взрослый мир. Нас стали приглашать в Детгиз, на радио и повсюду...— Владимир Приходько
Среди авторов издательства были Лев Толстой, Сергей Есенин, Самуил Маршак, Корней Чуковский, Сергей Михалков, Алексей Толстой, Михаил Булатов, Константин Ушинский, Валентин Берестов, Леонид Яхнин, Борис Заходер, Валентин Катаев, Вера Инбер, Елена Благинина, Вера Чаплина, Николай Сладков, Иван Соколов-Микитов, Юнна Мориц, Ольга Капица, Владимир Маяковский, Виктор Лунин, Елена Аксельрод, Казбек Мазаев, Геннадий Снегирёв, Михаил Хонинов и другие.
Иллюстрировали книжки художники: Алиса Порет, Иван Бруни, Лев Збарский, Май Митурич, Евгений Монин, Эрик Беньяминсон, Николай Михайлович Кочергин, Лев Токмаков, Анатолий Елисеев, Виктор Пивоваров, Эрик Булатов и Олег Васильев, Илья Кабаков, Геннадий Целищев и другие.
Книги издательства «Малыш» можно было увидеть на прилавках стран СССР, магазинах Скандинавии, Бирмы, Бразилии. Издавались книги не только на русском языке, но и на английском, испанском, французском, чешском и словацком языках. Выпускались также книги для Болгарии, ГДР, Кубы, Индии, Румынии, Польши.
В 1980-х годах издательство «Малыш» было республиканским издательством непосредственного подчинения Госкомиздату РСФСР. В 1979—1990 годах показатели издательской деятельности издательства были следующие:
| Статистика по объёмам производства. 1979–1990 годы | Статистика по объёмам производства. 1979–1990 годы | Статистика по объёмам производства. 1979–1990 годы | Статистика по объёмам производства. 1979–1990 годы | Статистика по объёмам производства. 1979–1990 годы | Статистика по объёмам производства. 1979–1990 годы | Статистика по объёмам производства. 1979–1990 годы | Статистика по объёмам производства. 1979–1990 годы | Статистика по объёмам производства. 1979–1990 годы |
| —                                                  | 1979                                               | 1980                                               | 1981                                               | 1985                                               | 1987                                               | 1988                                               | 1989                                               | 1990                                               |
| -------------------------------------------------- | -------------------------------------------------- | -------------------------------------------------- | -------------------------------------------------- | -------------------------------------------------- | -------------------------------------------------- | -------------------------------------------------- | -------------------------------------------------- | -------------------------------------------------- |
| Кол-во книг и брошюр, печатных единиц              | 341                                                | 324                                                | 348                                                | 429                                                | 434                                                | 423                                                | 357                                                | 235                                                |
| Тираж, млн экз.                                    | 93,038                                             | 83,4736                                            | 89,6244                                            | 113,477                                            | 119,421                                            | 113,9111                                           | 94,987                                             | 65,0981                                            |
| Печатных листов-оттисков, млн                      | 201,707                                            | 198,3014                                           | 207,4355                                           | 252,8131                                           | 265,8256                                           | 259,2636                                           | 231,9327                                           | 148,097                                            |

Позже главным редактором издательства был Николай Георгиевич Поли́вин.
В 1983 году младшим редактором пришла в издательство Ольга Альбертовна Муравьёва. Редактором стала в 1986 году, во время обучения на втором курсе МПИ. С 1993 по 1998 годы была главным редактором «Малыша». За это время издательству пришлось уменьшить количество позиций выпускаемых книг и сократить их тиражи.
В 1998 году издательство «Малыш» прекратило своё существование.
С 1999 года книги выходят с ISBN -префиксами издательств принадлежавших «АСТ», но с маркой «Малыш», так как издательство на правах редакции было присоединено к холдингу «АСТ».

## Книжные серии
- «Библиотека детского сада»;
- «Дедушкины медали» — книжная серия, выходившая с 1973 по 1988 годы. Состоит из 18 книг, рассказывающих про награды Великой Отечественной войны «За оборону Кавказа»,«За оборону Сталинграда», «За взятие Берлина», «Партизану Отечественной войны», «За отвагу» и «За взятие Вены» и другие;
- «Для слабовидящих детей»;
- «Детям об искусстве»;
- «Книга знаний» — серия детских научно-фантастических книг, выходившая с 1962 по 1970 годы. Состоит из пяти книг, написанных Александром Свириным в соавторстве с Михаилом Ляшенко.
- «Легендарные герои»;
- «Октябрята — смелые ребята»;
- «Пионеры-герои» — книжные серии с портретами и брошюрами, рассказывавшими о подвигах пионеров Марата Казея, Павлика Морозова, Володи Дубинина, Зины Портновой, Юты Бондаровской и других, выходившие с 1967 по 1982 год;
- «По странам мира»;
- «Почемучкины книжки»;
- «Расскажи сказку»;
- «Русская народная сказка»;
- «Сказки 15 сестёр»;
- «Сказки в картинках»;
- «Сказки дружной семьи»;
- «Сказки евражки»;
- «Сказки разных народов»;
- «Скоро в школу»;
- «Страна родная»;
- «Страницы истории нашей Родины» — серия, выходившая в 1980-х — начале 1990-х годов, состоящая из исторических книг.

## Награды
- Орден «Дружба народов» — награждён директор издательства «Малыш» Игорь Николаевич Боронецкий за активную и плодотворную работу в печати, а также в связи с семидесятилетием[11].